# Concha de Plata al miglior attore

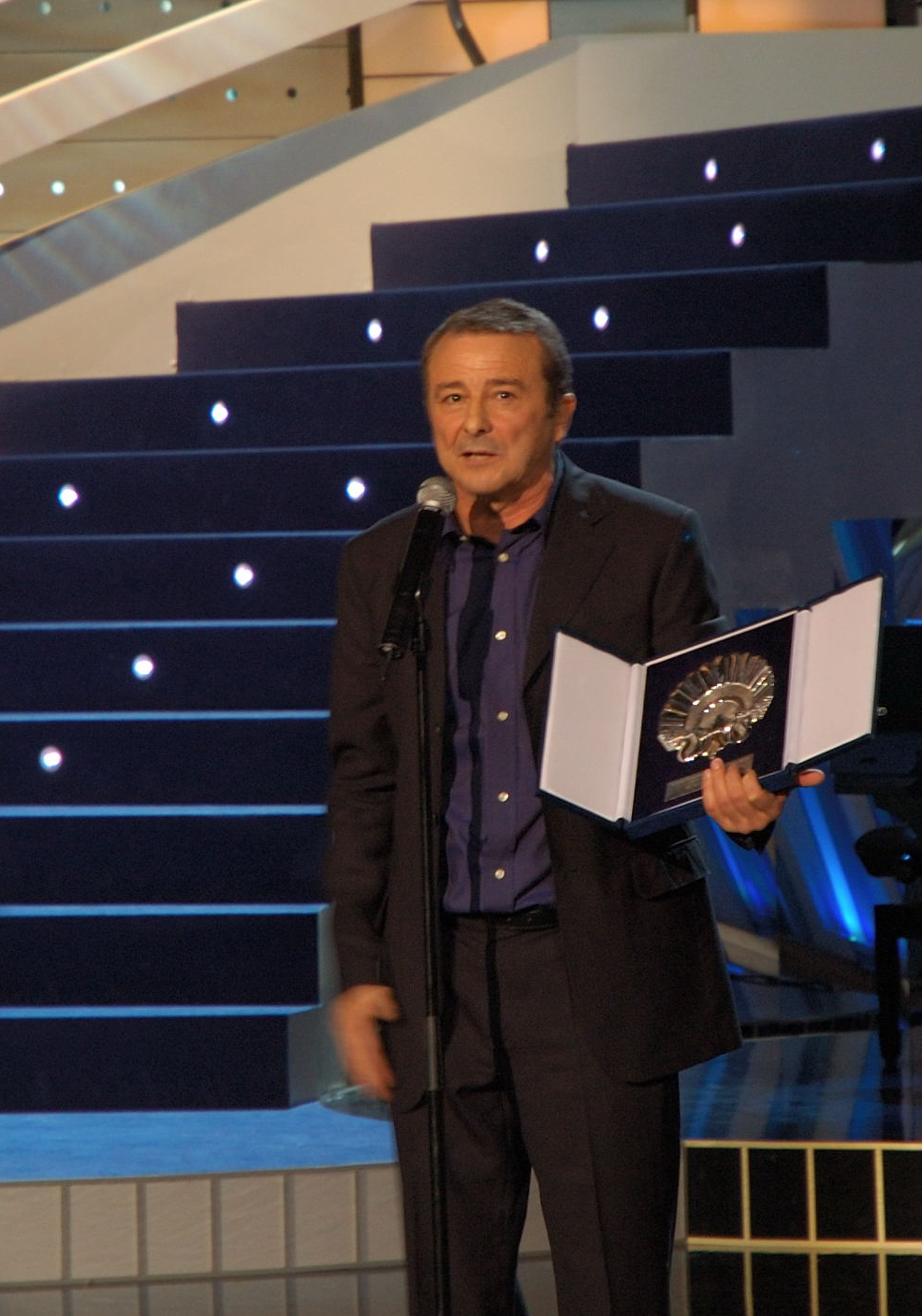
L'attore Juan Diego riceve il premio nel 2006.

La Concha de Plata al miglior attore è il premio al miglior attore assegnato nel corso del Festival internazionale del cinema di San Sebastián. Non venne assegnato tutte le edizioni.

## Albo d'oro

### 1950-1960
- 1953
  - Francisco Rabal per Hay un camino a la derecha
- 1954
  - Enrique Diosdado per Viento del norte
- 1955
  - non assegnato
- 1956
  - Otto Eduard Hasse per Canaris
- 1957
  - Charles Vanel per X 3 operazione dinamite (Le feu aux poudres)
- 1958
  - Kirk Douglas per I vichinghi (The Vikings)
  - James Stewart per La donna che visse due volte (Vertigo)
- 1959
  - Adolfo Marsillach per Salto a la gloria

### 1960-1969
- 1960
  - Richard Attenborough, Jack Hawkins, Bryan Forbes, Roger Livesey, Nigel Patrick per Un colpo da otto (League of Gentlemen)
- 1961
  - Gert Fröbe per Der Gauner und der liebe Gott
- 1962
  - Peter Sellers per Il generale non si arrende (The Waltz of the Toreadors)
- 1963
  - Jack Lemmon per I giorni del vino e delle rose (Days of Wine and Roses)
- 1964
  - Richard Attenborough per Ventimila sterline per Amanda (Séance on a Wet Afternoon)
  - Maurice Biraud per Les aventures de Salavin
- 1965
  - Marcello Mastroianni per Casanova '70
- 1966
  - Frank Finlay per Otello (Othello)
- 1967
  - John Mills per Questo difficile amore (The Family Way)
  - Maurice Ronet per Le scandale - Delitti e champagne (Le scandale)
- 1968
  - Sidney Poitier per Un uomo per Ivy (For Love of Ivy)
  - Claude Rich per Je t'aime, je t'aime - Anatomia di un suicidio (Je t'aime, je t'aime)
- 1969
  - Nicol Williamson per In fondo al buio (Laughter in the Dark)

### 1970-1979
- 1970
  - Innokentij Michajlovič Smoktunovskij per Una pioggia di stelle (Tchaikovsky )
  - Zoltán Latinovits per Viaggio intorno al mio cranio (Utazás a koponyám körül)
- 1971
  - Vittorio Gassman per Brancaleone alle crociate
- 1972
  - Fernando Rey per Il dubbio (La duda)
  - Chaim Topol per Detective privato... anche troppo (Follow me!)
- 1973
  - Lino Ventura per Una donna e una canaglia (La bonne année)
  - Giancarlo Giannini per Sono stato io!
- 1974
  - Martin Sheen per La rabbia giovane (Badlands)
- 1975
  - Al Pacino per Quel pomeriggio di un giorno da cani (Dog Day Afternoon)
- 1976
  - Zdzisław Kozień per Skazany
- 1977
  - Héctor Alterio per A un dio sconosciuto (A un dios desconocido)
- 1978
  - José Sacristán per Un hombre llamado Flor de Otoño
- 1979
  - Nelson Villagra per Prisioneros desaparecidos

### 1980-1989
- 1980
  - non assegnato
- 1981
  - non assegnato
- 1982
  - non assegnato
- 1983
  - non assegnato
- 1984
  - non assegnato
- 1985
  - Piotr Siwkiewicz per Yesterday
- 1986
  - Ernesto Gómez Cruz per El imperio de la fortuna
- 1987
  - Imanol Arias per El lute, o cammina o schiatta (El Lute: camina o revienta)
- 1988
  - Fernando Rey per Diario d'inverno (Diario de invierno) e L'aria di un crimine (El aire de un crimen)
- 1989
  - Ari Bery per Tusztorténet

### 1990-1999
- 1990
  - Mulie Jarju per Le lettere di Alou (Las cartas de Alou)
- 1991
  - Silu Seppälä per Zombie ja Kummitusjuna
- 1992
  - Roberto Sosa per El patrullero
- 1993
  - Juan Echanove per Madre Gilda (Madregilda)
- 1994
  - Javier Bardem per Días contados e Il detective e la morte (El detective y la muerte)
- 1995
  - Nicolas Cage per Via da Las Vegas (Leaving Las Vegas)
- 1996
  - Michael Caine per Blood & Wine (Blood and Wine)
- 1997
  - Federico Luppi per Martín (Hache)
- 1998
  - Ian McKellen per Demoni e dei (Gods and Monsters)
- 1999
  - Jacques Dufilho per C'est quoi la vie?

### 2000-2009
- 2000
  - Gianfranco Brero per Tinta roja
- 2001
  - Düzgün Ayhan per Escape to Paradise
- 2002
  - Liu Peiqi per Together with You (He ni zai yi qi)
- 2003
  - Luis Tosar per Ti do i miei occhi (Te doy mis ojos)
- 2004
  - Ulrich Thomsen per Non desiderare la donna d'altri (Brødre)
- 2005
  - Juan José Ballesta per 7 vírgenes
- 2006
  - Juan Diego per Vete de mí
- 2007
  - Henry O per Mille anni di buone preghiere (A Thousand Years of Good Prayers)
- 2008
  - Oscar Martínez per El nido vacío
- 2009
  - Pablo Pineda per Yo, también

### 2010-2019
- 2010
  - Connor McCarron per NEDS
- 2011
  - Antōnīs Kafetzopoulos per Adikos Kosmos
- 2012
  - José Sacristán per El muerto y ser feliz
- 2013
  - Jim Broadbent per Le Week-End
- 2014
  - Javier Gutiérrez per La isla mínima
- 2015
  - Ricardo Darín e Javier Cámara per Truman - Un vero amico è per sempre (Truman)
- 2016
  - Eduard Fernández per L'uomo dai mille volti (El hombre de las mil caras)
- 2017
  - Bogdan Dumitrace per Pororoca
- 2018
  - Darío Grandinetti per Rojo
- 2019
  - Bukassa Kabengele per Pacified

### 2020-2029
- 2020
  - Mads Mikkelsen, Thomas Bo Larsen, Magnus Millang, Lars Ranthe ex aequo per Un altro giro (Druk)